# Пьюласки (округ, Виргиния)
Округ Пьюласки (англ. Pulaski County) располагается в США, штате Виргиния. По состоянию на 2010 год, численность населения составляла 34 872 человека. Был образован в 1839 году, получил своё название в честь американского военного и государственного деятеля польского происхождения Казимира Пулавского.

## География
По данным Бюро переписи США, общая площадь округа равняется 855 км², из которых 829 км² суша и 26 км² или 3,0 % это водоёмы.

### Соседние округа
- Бланд (Виргиния) — северо-запад
- Джайлс (Виргиния) — север
- Монтгомери (Виргиния) — северо-восток
- независимый город Радфорд (Виргиния) — северо-восток
- Флойд (Виргиния) — юго-восток
- Карролл (Виргиния) — юг
- Уит (Виргиния) — юго-запад

## Демография
По данным переписи населения 2000 года в округе проживает 35 127 жителей в составе 14 643 домашних хозяйств и 10 147 семей. Плотность населения составляет 42 человека на км². На территории округа насчитывается 16 325 жилых строений, при плотности застройки около 20-ти строений на км². Расовый состав населения: белые — 92,60 %, афроамериканцы — 5,57 %, коренные американцы (индейцы) — 0,15 %, азиаты — 0,32 %, гавайцы — 0,04 %, представители других рас — 0,37 %, представители двух или более рас — 0,94 %. Испаноязычные составляли 0,96 % населения независимо от расы.
В составе 26,90 % из общего числа домашних хозяйств проживают дети в возрасте до 18 лет, 54,90 % домашних хозяйств представляют собой супружеские пары проживающие вместе, 10,50 % домашних хозяйств представляют собой одиноких женщин без супруга, 30,70 % домашних хозяйств не имеют отношения к семьям, 27,00 % домашних хозяйств состоят из одного человека, 11,10 % домашних хозяйств состоят из престарелых (65 лет и старше), проживающих в одиночестве. Средний размер домашнего хозяйства составляет 2,32 человека, и средний размер семьи 2,80 человека.
Возрастной состав округа: 20,60 % моложе 18 лет, 7,30 % от 18 до 24, 29,20 % от 25 до 44, 27,70 % от 45 до 64 и 15,20 % от 65 и старше. Средний возраст жителя округа 40 лет. На каждые 100 женщин приходится 97,40 мужчин. На каждые 100 женщин старше 18 лет приходится 95,20 мужчин.
Средний доход на домохозяйство в округе составлял 33 873 USD, на семью — 42 251 USD. Среднестатистический заработок мужчины был 30 712 USD против 21 596 USD для женщины. Доход на душу населения был 18 973 USD. Около 10,60 % семей и 13,10 % общего населения находились ниже черты бедности, в том числе — 18,90 % молодежи (тех кому ещё не исполнилось 18 лет) и 11,50 % тех кому было уже больше 65 лет.